# Daihatsu Midget
El Daihatsu Midget es un kei car monoplaza hecho por el fabricante japonés Daihatsu. Varios vehículos distintos han llevado el nombre de Midget a lo largo de los años, pero todos tienen en común un diseño utilitario de un asiento, con cabina cerrada o semicerrada.

## Midget I
El Midget original se fabricó de 1957 hasta 1972. Tenía tres ruedas, dos traseras y una delantera. Las primeras versiones equipaban manillar de motocicleta en lugar de volante. El motor era de dos tiempos y 305 cc refrigerado por aire, que producía 12cv.
Se vendió fuera de Japón como Bajaj, Tri-Mobile o Bemo.

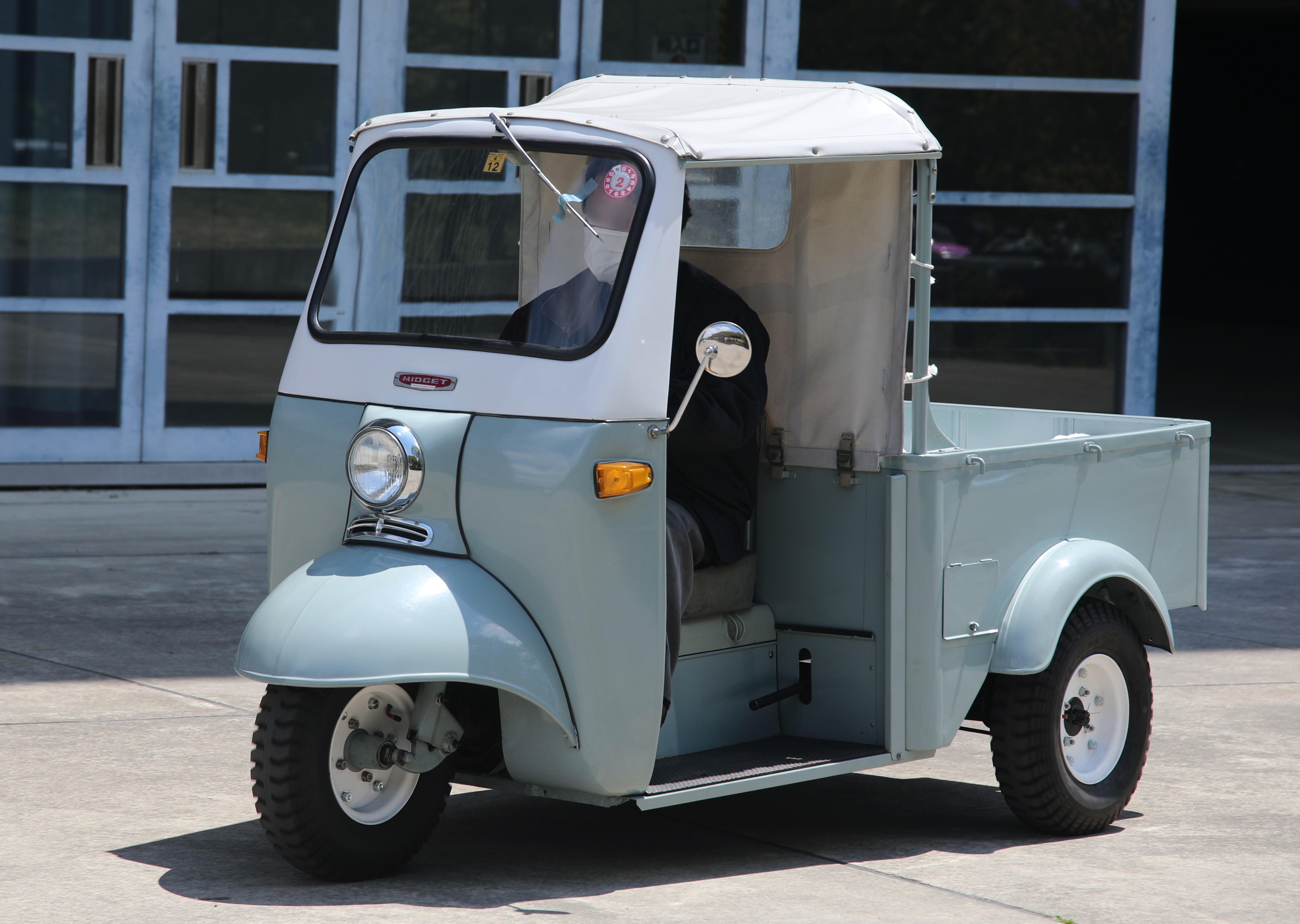
Daihatsu Midget I

## Midget II
Desde 1996 hasta 2001, Daihatsu manufacturó un Midget de cuatro ruedas con tracción a las cuatro ruedas y aire acondicionado como opciones. como todos los kei car, equipaba un motor de 660 cc.
El Midget II fue presentado como prototipo en el Salón del Automóvil de Tokio de 1993.

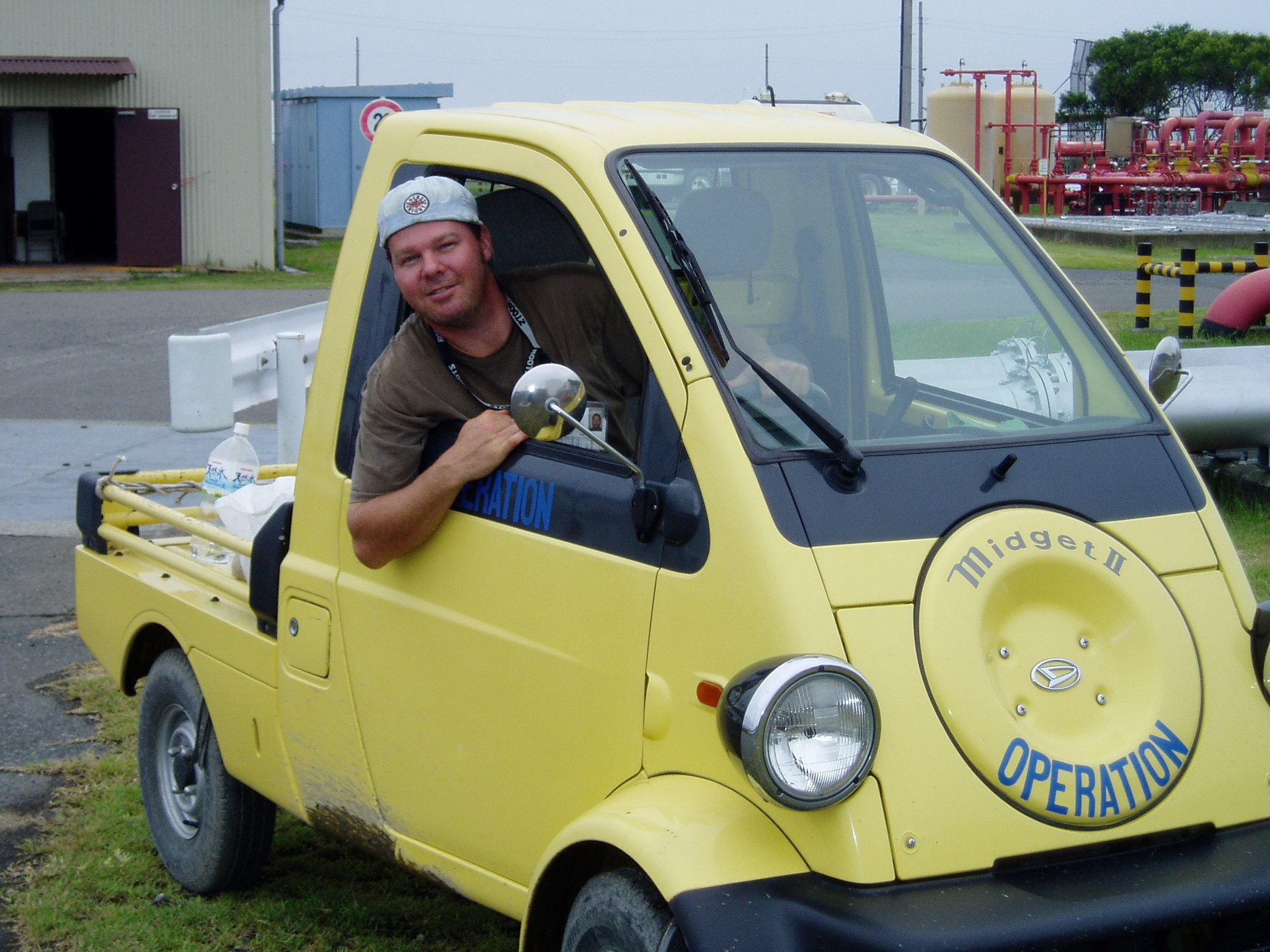
Daihatsu Midget II

- Datos: Q1157570
- Multimedia: Daihatsu Midget / Q1157570